# QuickDraw
QuickDraw (kurz: QD) war die 2D-Bildschirmbeschreibungssprache des Macintosh bis Mac OS 9.2.2 und ein Bestandteil des Macintosh-Baukastens des klassischen Mac OS. In macOS wurde sie von Quartz abgelöst, ist jedoch als Bestandteil der Carbon-Programmierschnittstelle noch verfügbar.
Die erste kommerzielle QuickDraw-Bibliothek wurde von Bill Atkinson für UCSD Pascal auf dem Apple II Computer geschrieben, um eine schnelle Rastergraphik zu ermöglichen. Später arbeitete Atkinson an QuickDraw auf dem Apple Lisa Computer weiter. Schließlich wurde QuickDraw für den Macintosh verwendet, hierzu leistete auch Andy Hertzfeld Beiträge.
Der theoretische Ursprung scheint in der Doktorarbeit von Bill Atkinsons Professor Jef Raskin zu liegen: A Hardware-Independent Computer Drawing System Using List-Structured Modeling: The Quick-Draw Graphics System, Pennsylvania State University, 1967.
Mit der Veröffentlichung des MacPaint 1.3 Quelltextes 2010 durch das Computer History Museum, wurde eine historische Variante des QuickDraw Quelltextes ebenfalls verfügbar.